# Stenacris minor
Stenacris minor är en insektsart som först beskrevs av Bruner, L. 1906.  Stenacris minor ingår i släktet Stenacris och familjen gräshoppor. Inga underarter finns listade i Catalogue of Life.